# Medal of Honor: Warfighter
Medal of Honor: Warfighter (укр. Медаль за відвагу: Боєць) — відеогра жанру шутера від першої особи, розроблена студією Danger Close, яка належить американському видавцю і розробнику ігор компанії Electronic Arts. Офіційний анонс Medal of Honor: Warfighter відбувся 23 лютого 2012 року, а реліз — 23 жовтня 2012 у Північній Америці, 25 жовтня в Австралії, 26 жовтня у Європі та 15 жовтня у Японії на платформах Microsoft Windows, PlayStation 3 та Xbox 360. Є чотирнадцятою грою серії.

## Рушій
Гра використовує рушій Frostbite 2 компанії DICE (той же, що використовує Battlefield 3). Як одиночний, так і багатокористувацький режим використовують версію Frostbite 2, що підтримує лише Windows Vista/7 та DirectX 10 і 11.

## Вимоги
Для Microsoft Windows:
Мінімальні
- Операційна система: Windows Vista
- Процесор: Intel Core 2 Duo 2.4GHz / Athlon X2 2.7GHz
- Оперативна пам'ять: не менше 2 GB
- Дисковод: CD/DVD ROM привід (потрібний тільки для встановлення гри)
- Жорсткий диск: не менше 20 GB вільного дискового простору
- Відеокарта: NVidia 8800 GTS 512 MB VRAM або вище / ATI Radeon 3870 512 MB VRAM
- Версія DirectX: DirectX 10.1
- Графічна пам'ять: 512 MB або вище

Рекомендовані
- Операційна система: Windows 7
- Процесор: Intel Core 2 Quad 3GHz / AMD Phenom II X4 3GHz
- Оперативна пам'ять: не менше 4 GB
- Дисковод: CD/DVD ROM привід (потрібен тільки для встановлення гри)
- Жорсткий диск: не менше 20 GB вільного дискового простору
- Відеокарта: NVidia GTX 560 1024 MB VRAM або вище / ATI Radeon 6950 1024 MB VRAM
- DirectX: DirectX 11
- Графічна пам'ять: 1024 MB або вище